# 张生枝
张生枝（1952年—），甘肃宁县人，汉族，中华人民共和国政治人物、第十一届全国人民代表大会贵州地区代表。
毕业于解放军南京政治学院经济管理专业，是中共党员。担任武警贵州省总队政治委员。2008年起担任全国人大代表。